# Долења Вас (Лупоглав)
Долења Вас је село у хрватском делу Истре. Налази се на територији општине Лупоглав, и према попису из 2001. године има 82 становника.